# Rollstuhlhandball-Weltmeisterschaft
Die Rollstuhlhandball-Weltmeisterschaft ist ein Rollstuhlhandballturnier zur Ermittlung der besten Nationalauswahl. Veranstalter ist die International Handball Federation (IHF).
Erstmals wurden im Jahr 2022 Weltmeisterschaften im Rollstuhlhandball 4x4 und 6x6 ausgetragen.

## Turniere und Teilnehmer

### 6x6
| Jahr                                               | Gastgeberland | Teams | 1. Platz | 2. Platz    | 3. Platz | weitere Platzierungen                                 |
| -------------------------------------------------- | ------------- | ----- | -------- | ----------- | -------- | ----------------------------------------------------- |
| 2020 wegen der COVID-19-Pandemie nicht ausgetragen |               |       |          |             |          |                                                       |
| 2021 wegen der COVID-19-Pandemie nicht ausgetragen |               |       |          |             |          |                                                       |
| 2022*                                              | Portugal      | 9     | Portugal | Niederlande | Norwegen | Indien, Spanien, Kroatien, Ungarn, Rumänien, Pakistan |

* Die Weltmeisterschaft war auch gleichzeitig Europameisterschaft.

### 4x4
| Jahr | Gastgeberland      | Teams | 1. Platz  | 2. Platz           | 3. Platz  | weitere Platzierungen                      |
| ---- | ------------------ | ----- | --------- | ------------------ | --------- | ------------------------------------------ |
| 2022 | Ägypten            | 6     | Brasilien | Ägypten            | Slowenien | Chile, Niederlande, Indien                 |
| 2024 | Ägypten/ Brasilien | 8     | Ägypten   | Vereinigte Staaten | Brasilien | Frankreich, Japan, Chile, Portugal, Indien |